# Acheta brevipennis
Acheta brevipennis är en insektsart som beskrevs av Lucien Chopard 1963. Acheta brevipennis ingår i släktet Acheta och familjen syrsor. Inga underarter finns listade i Catalogue of Life.